# John Lindsay
John Vliet Lindsay( /vliːt/); 24 de noviembre de 1921 - 19 de diciembre de 2000) fue un político y abogado estadounidense. Durante su carrera política, Lindsay fue congresista estadounidense, alcalde de la ciudad de Nueva York y candidato a presidente de Estados Unidos. También fue presentador invitado habitual de Good Morning America. Lindsay sirvió como miembro de la Cámara de Representantes de Estados Unidos desde enero de 1959 hasta diciembre de 1965 y como alcalde de Nueva York desde enero de 1966 hasta diciembre de 1973.
Pasó del Partido Republicano al Demócrata en 1971 y lanzó una breve pero infructuosa candidatura para la nominación presidencial demócrata de 1972, y más tarde para la nominación demócrata al Senado de los Estados Unidos en 1980.

## Primeros años
Lindsay nació en la ciudad de Nueva York en West End Avenue, hija de George Nelson Lindsay y la ex Florence Eleanor Vliet. Creció en una familia de clase media alta de ascendencia inglesa y holandesa. El abuelo paterno de Lindsay emigró a los Estados Unidos en la década de 1880 desde la Isla de Wight, y su madre provenía de una familia de clase media alta que había estado en Nueva York desde la década de 1660. Su madre era descendiente de Dirck Jans van der Vliet (1612-1689), quien se estableció en el entonces asentamiento holandés de Nueva Holanda alrededor de 1659-1660 cuando su hijo Henderick nació en lo que hoy es Livingston, Nueva York. El padre de Lindsay era un exitoso abogado y banquero de inversiones. Lindsay asistió a la Escuela Buckley, la Escuela St. Paul y Yale, donde fue admitido en la promoción de 1944 y se unió a Scroll and Key.

## Servicio militar y carrera jurídica
Con el estallido de la Segunda Guerra Mundial, Lindsay completó sus estudios temprano y en 1943 se unió a la Armada de los Estados Unidos como oficial de artillería. Obtuvo el rango de teniente, ganando cinco estrellas de batalla a través de su acción en la invasión de Sicilia y una serie de desembarcos en el teatro del Pacífico.Después de la guerra, pasó unos meses esquiando y un par de meses entrenándose como empleado de banco antes de regresar a New Haven, donde se licenció en derecho en la Facultad de Derecho de Yale en 1948, antes de horario. En 1949, inició su carrera jurídica en el bufete de abogados Webster, Sheffield, Fleischmann, Hitchcock & Chrystie.

## Casamiento

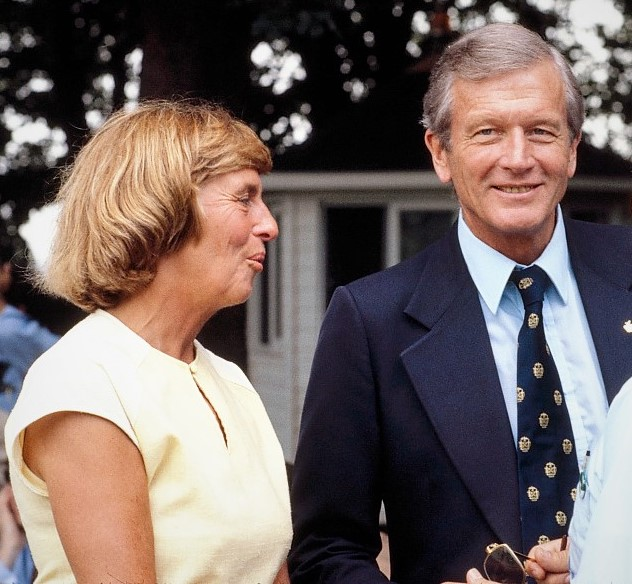
Mary Harrison Lindsay y John Lindsay, en un acto de campaña, entre 1969 y 1977.

De regreso a la ciudad de Nueva York, Lindsay conoció a su futura esposa, Mary Anne Harrison (1926-2004), en la boda de Nancy Walker Bush (hija del senador Prescott Bush de Connecticut y hermana del futuro presidente George Herbert Walker Bush y tía de George W. Bush y Jeb Bush), donde él era acomodador y Harrison dama de honor. Se graduó en Vassar College y era pariente lejana de William Henry Harrison y Benjamin Harrison. Se casaron en 1949. Ese mismo año, Lindsay fue admitida en el colegio de abogados y ascendió hasta convertirse en socia de su bufete de abogados cuatro años después. Tuvieron tres hijas y un hijo.

## Representante de EE. UU.

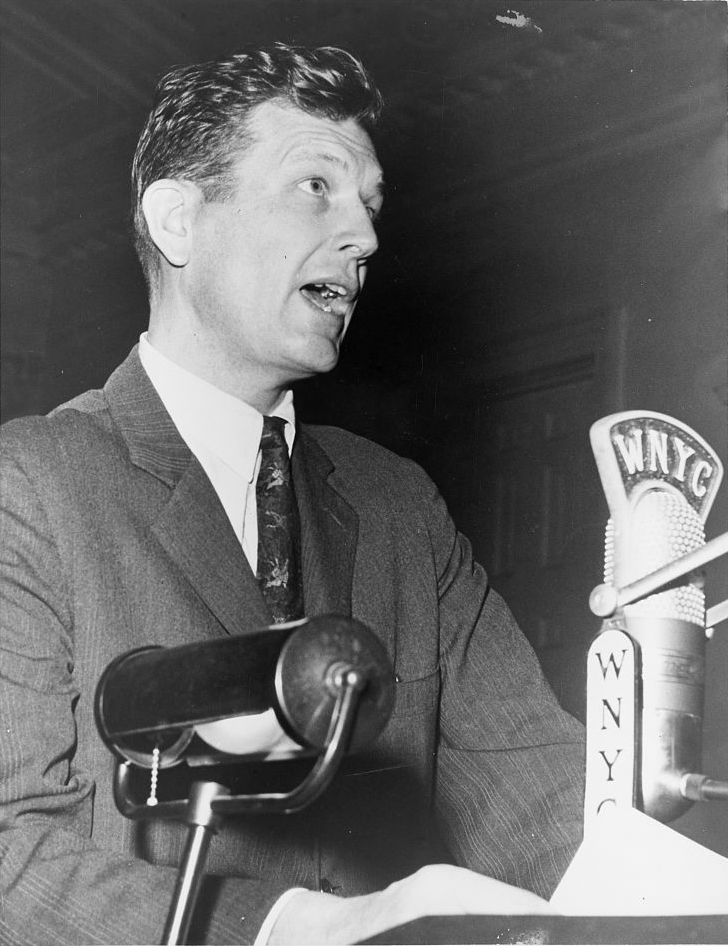
El congresista Lindsay hablando en la reunión de la Junta de Estimación de la ciudad de Nueva York en el Ayuntamiento en abril de 1963.

Lindsay comenzó a gravitar hacia la política como una de las fundadoras del club Youth for Eisenhower en 1951 y como presidente del New York Young Republican Club en 1952. Luego se unió al Departamento de Justicia de los Estados Unidos en 1955 como asistente ejecutivo del Fiscal General Herbert Brownell. Allí trabajó en casos de libertades civiles y en la Ley de Derechos Civiles de 1957. En 1958, con el respaldo de Brownell, así como de Bruce Barton, John Aspinwall Roosevelt y Edith Willkie,Lindsay ganó las primarias republicanas y pasó a ser elegida al Congreso como representante del distrito 17 de "Silk Stocking". ejemplificado por el Upper East Side de Manhattan, pero que también abarca el diverso Lower East Side y el históricamente bohemio Greenwich Village.
Mientras estuvo en el Congreso, Lindsay estableció un historial de votación liberal cada vez más opuesto a su propio partido. Fue uno de los primeros partidarios de la ayuda federal a la educación y Medicare; y abogó por el establecimiento de un Departamento federal de Vivienda y Desarrollo Urbano de los Estados Unidos y una Fundación Nacional para las Artes y las Humanidades. Lo llamaron inconformista y emitió el único voto disidente a favor de un proyecto de ley patrocinado por los republicanos que ampliaba el poder del director general de Correos para incautar correo obsceno y uno de los dos únicos votos disidentes a favor de un proyecto de ley que permitía la interceptación federal del correo procedente de Países comunistas. También conocido por su ingenio, cuando los líderes de su partido le preguntaron por qué se oponía a la legislación para combatir el comunismo y la pornografía, respondió que las dos eran las principales industrias de su distrito y que si fueran suprimidas entonces "el distrito 17 sería una zona deprimida". . Lindsay votó a favor de la Ley de Derechos Civiles de 1960 y 1964, la 24ª Enmienda a la Constitución de los Estados Unidos y la Ley de Derecho al Voto de 1965.

## Últimos años

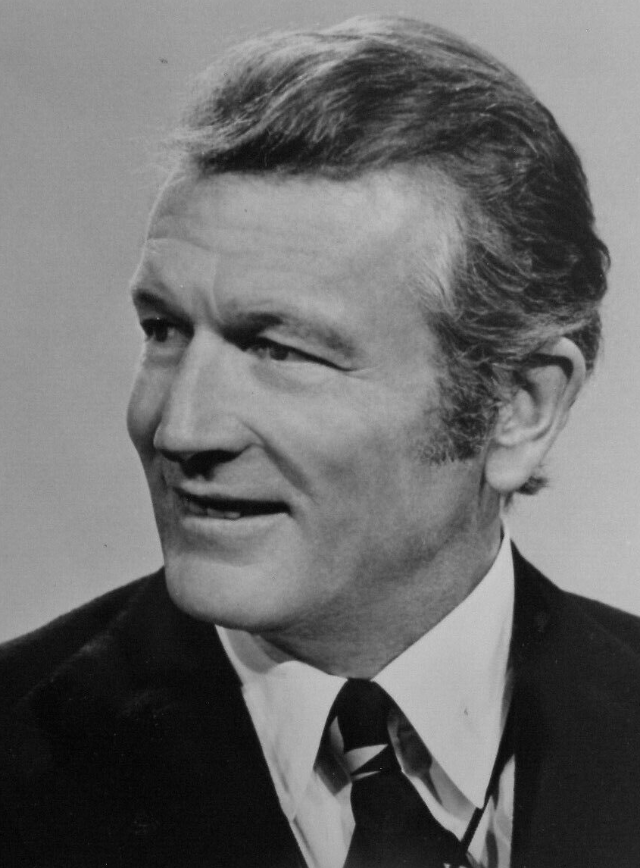
Lindsay en sus últimos años.

Después de dejar el cargo, Lindsay volvió a la abogacía, pero permaneció en el ojo público como comentarista y presentadora invitada habitual del programa Good Morning America de ABC. En 1975, Lindsay hizo una aparición sorpresa en la transmisión de los Premios Tony en la que él, junto con un grupo de pretendientes famosos vestidos con esmoquin, le cantó "Mame" a Angela Lansbury. Entregó el premio al Mejor Director de Obra a John Dexter por la obra Equus. Lindsay también intentó actuar, apareciendo en Rosebud de Otto Preminger; al año siguiente se publicó su novela, The Edge (Lindsay había escrito anteriormente dos memorias de no ficción): The New York Times, en su reseña contemporánea de la novela, decía que era "tan seria como una cena de 100 dólares el plato de carne gris y sonrisas congeladas de los candidatos".
Al intentar un regreso político en 1980, Lindsay hizo una apuesta arriesgada por la nominación demócrata a senador de Estados Unidos por Nueva York y terminó tercero. También participó activamente en organizaciones benéficas de la ciudad de Nueva York, siendo miembro de la junta directiva de la Asociación para una Mejor Nueva York y como presidente del Lincoln Center Theatre. A su muerte, The New York Times atribuyó a Lindsay un papel importante en el rejuvenecimiento del teatro.
Las facturas médicas de su enfermedad de Parkinson, ataques cardíacos y accidentes cerebrovasculares agotaron las finanzas de Lindsay, al igual que el colapso de dos bufetes de abogados donde trabajaba y se encontró sin seguro médico. Los ocho años de servicio de Lindsay como alcalde le dejaron siete años menos para calificar para una pensión de la ciudad. En 1996, con el apoyo del presidente del Concejo Municipal, Peter Vallone, el alcalde Rudolph W. Giuliani nombró a Lindsay para dos puestos principalmente ceremoniales para hacerlo elegible para la cobertura del seguro médico municipal.Él y su esposa, Mary, se mudaron a una comunidad de jubilados en Hilton Head Island, Carolina del Sur, en noviembre de 1999, donde murió el 19 de diciembre de 2000, a la edad de 79 años, por complicaciones de neumonía y enfermedad de Parkinson.
En 2000, la Facultad de Derecho de Yale creó un programa de becas que lleva el nombre de Lindsay. En 1998, un parque en Brooklyn, Lindsay Triangle, recibió su nombre, y en 2001, el East River Park pasó a llamarse en su memoria. En diciembre de 2013, South Loop Drive en Central Park de Manhattan pasó a llamarse Lindsay, para conmemorar su apoyo a un Central Park sin automóviles.
Apareció en un cartel con el gobernador Nelson Rockefeller en la inauguración del antiguo World Trade Center en la sección de historia de la ciudad del Museo de la Ciudad de Nueva York en la Quinta Avenida y la calle 103.